# 达利涅列琴斯克
达利涅列琴斯克（羅馬化：Dalʼnerechensk）是俄罗斯滨海边疆区的一座城市。位于乌苏里江东岸大烏蘇爾卡河口南岸。2002年人口30092人，1989年时人口33596人。面积108平方公里。原为中国领土，称为伊曼（滿語，意为“山羊”）。明朝在此地设有亦麻河卫，清朝该地属于吉林将军辖地。1860年，根据《北京条约》，该地并入俄罗斯帝国，仍称伊曼（俄语：Иман）。1972年苏联政府将其更名为“达利涅列琴斯克”，意为“遥远的河流”。

## 備註
1. ↑  一作亦麻、伊瞒、尼满，皆为满语音译